# Santa Maria de Vilamajor
Santa Maria de Vilamajor és l'església parroquial del poble de Vilamajor, al municipi de Cabanabona (Noguera) inclosa a l'Inventari del Patrimoni Arquitectònic de Catalunya.

## Història
Els primers esments documentals són de la segona meitat del segle xi. El 1077 s'hi jurà el testament sacramental d'Adelaida, muller de Bernat Senmir, senyor de Vilamajor. Adelaida establí que els seus successors paguessin tasca a Santa Maria de Vilamajor per a la lluminària de l'església i per a fornir-la de llibres litúrgics. El 1084, Bernat Senmir donà a la canònica de Santa Maria de la Seu D'Urgell el castell de Vilamajor amb els seus termes i aquesta església amb els seus delmes, primícies i obligacions. Aquesta donació no es feu efectiva perquè Ramon Gombau de Ribelles retingué injustament el castell de Vilamajor per la qual cosa fou excomunicat. La seva vídua, Sicarda, per tal que s'aixequés l'excomunió, l'any 1104 donà el castell al bisbe i els canonges d'Urgell, com també l'església del castell, amb les seves pertinences i clergat. A partir d'aquest moment, la parròquia de Vilamajor restà sempre més sota l'autoritat dels bisbes d'Urgell. El 1391 consta en la dècima del bisbat d'Urgell que Bernat sa Portella era rector de Vilamajor.

## Arquitectura

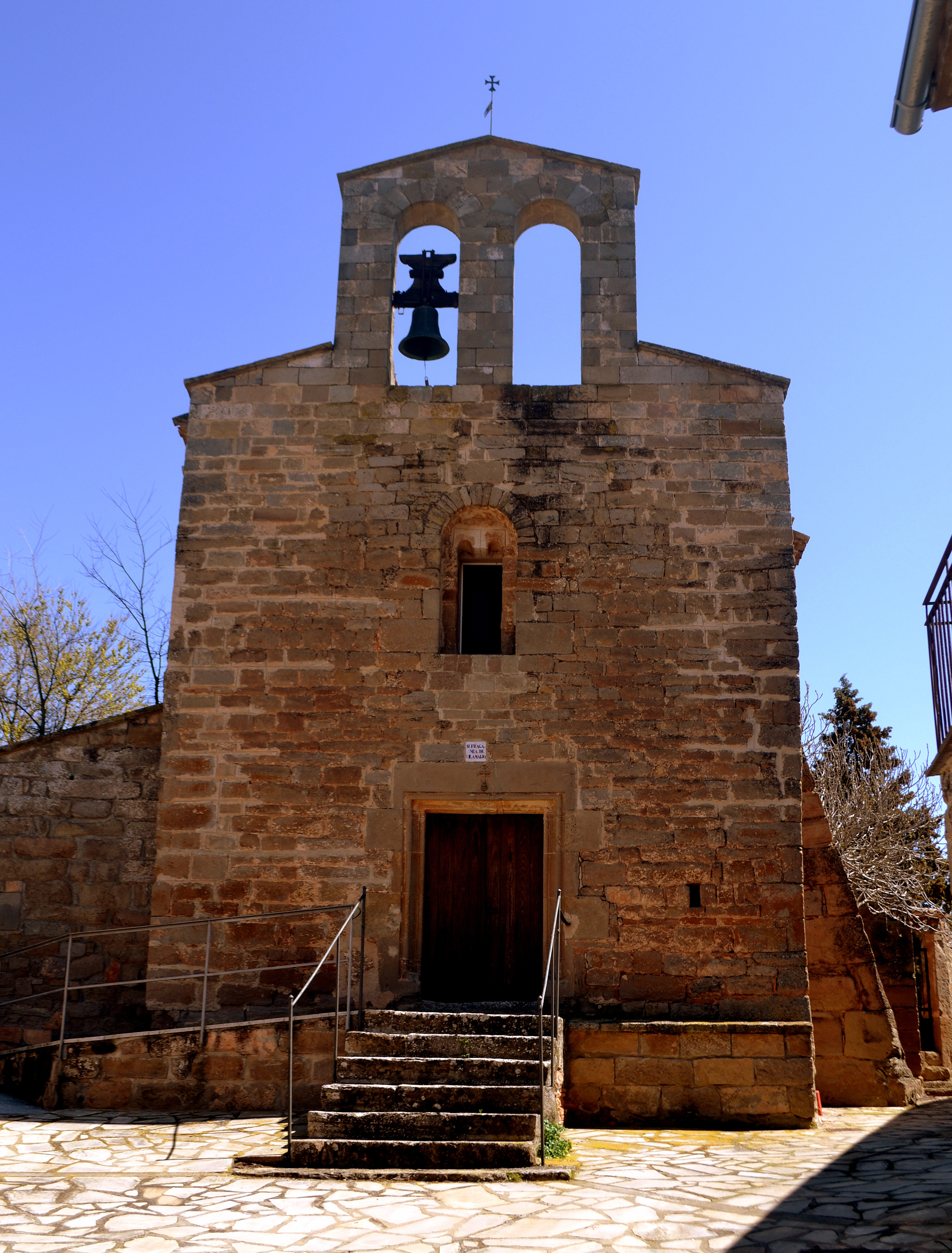
Façana de ponent molt modificada. Es conserva una finestra geminada sense mainell (2013)

És un edifici d'una sola nau, capçada a llevant per un absis semicircular obert directament a la nau, que presenta l'interior totalment remodelat. L'absis és tancat per un envà i s'ha convertit en sagristia. Tot l'àmbit de la nau ha estat redecorat i la volta original, segurament de canó, és substituïda per una volta aparedada de tres trams definits per petits arcs torals. Abans d'aquesta remodelació n'hi havia hagut d'altres com la porta oberta en la façana de ponent substituint la porta original, resolta amb llinda i un motlluratge gòtic. De l'estructura original a l'interior només romanen dos arcs formers molt baixos, prop de l'absis. En canvi l'exterior conserva íntegra la seva fesomia original, alterada només per quatre contraforts afegits als murs nord i sud. Es conserven les finestres de doble esqueixada, en la façana sud i centre de l'absis i una finestra geminada sense mainell a la façana de ponent. Les façanes són llises, llevat de l'absis on hi ha un fris continu d'arcuacions llombardes sota el ràfec.
L'aparell és format per carreus ben escairats sense polir, disposats molt ordenadament en filades uniformes que palesen les formes pròpies de la plenitud de l'estil llombard de la fi del segle xi.